# 南部静子

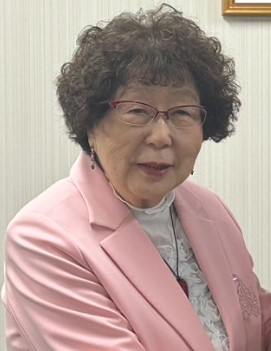
2024年5月撮影

南部 静子（なんぶ　しずこ、1948年3月13日 - ）は、日本の学校経営者。料理研究家。「南部・ユンクィアン・しず子」とも表記される。専門は、調理学。学校法人光塩学園4代理事長。
北海道網走市出身。藤女子高等学校卒業。1970年和光大学文学部芸術学科卒業。パリ大学ソルボンヌ校に留学。1973年光塩学園調理師専門学校専任講師（調理学・調理理論担当）。同校副校長などを経て、1994年光塩学園調理師専門学校2代校長。1998年学校法人光塩学園理事長代行。1998年同4代理事長に就任。光塩学園女子短期大学副学長に就任（2019年まで）。
夫は、フランス人料理家で、光塩学園調理師専門学校3代校長のジャック・ユンクィアン。父は学校法人光塩学園初代理事長の南部高治。母は、学校法人光塩学園2代理事長・光塩学園女子短期大学初代学長の南部明子 。兄は、学校法人光塩学園３代理事長・光塩学園女子短期大学2代学長の南部正文。

## 著書
- 『ジャックおじさんの料理日記』	ジャック・ユンクィアンと共著　北海道新聞社　1992.10
- 『北国の調理学』鴫原正世と共著　ドメス出版 1997.4
- 『南部しず子の北の漬物155選』北海道新聞社 2000.11
- 『南部しず子の漬物200選』北海道新聞社 2008.10
- 『懐かしいけど新しい南部あき子のアイディア料理』鴫原正世と共著　北海道新聞社 2019.3
- 『南部しず子の新・漬物160』北海道新聞社 2022.9

## 注
1. ↑  『南部しず子の北の漬物155選』奥付
2. ↑  以上につき『北海道人物・人材情報リスト　2004　な～わ』2003.12　p1585
3. ↑  以上につき『南部しず子の北の漬物155選』奥付
4. ↑  『北海道人物・人材情報リスト　2004　な～わ』2003.12　p1585
5. ↑  『北海道人物・人材情報リスト　2004　な～わ』2003.12　p1584
6. ↑  『北海道人物・人材情報リスト　2004　な～わ』2003.12　p1584
7. ↑  『目で見る光塩学園』1999.12.26　p139